# Bahnhof Sissach

Der Bahnhof Sissach ist der Bahnhof der gleichnamigen Gemeinde im Schweizer Kanton Basel-Landschaft. Er ist Trennungsbahnhof an der Hauensteinstrecke Basel–Olten zwischen der Hauenstein-Scheitelstrecke und dem Hauenstein-Basistunnel. Er befindet sich im Eigentum der SBB, welcher auch der operative Betrieb obliegt.

## Geschichte

Historische Ansicht mit Mittelperron im Vordergrund (Datierung unklar)

1850 begannen die Planungen von Eisenbahnstrecken zwischen Basel, Bern und Zürich. Als Favoriten kristallisierten sich eine Bahnlinie Basel–Olten via Hauenstein und eine Bahnlinie Basel–Aarau via Schafmatt heraus. Zwischen Basel und Sissach wären beide Linienführungen identisch gewesen. Nachdem die Wahl auf die Hauensteinlinie gefallen war, begannen 1853 die Bauarbeiten durch die Schweizerische Centralbahn. 1855 wurde mit der Verlängerung der ein Jahr zuvor fertig gestellten Bahnstrecke Basel–Liestal bis Sissach das Eisenbahnzeitalter in Sissach eingeläutet. Die Fortsetzung nach Läufelfingen wurde 1857 in Betrieb genommen.
Aufgrund der Steigung von 26 Promille waren auf dem Abschnitt Sissach–Läufelfingen Vorspann- oder Schiebelokomotiven notwendig. Aus diesem Grund wurden 1888 erneut Pläne einer Schafmattbahn auf den Tisch gelegt. Nachdem die SCB 1902 jedoch zu den Schweizerischen Bundesbahnen verstaatlicht wurde und sich in Olten ein grosser Bahnknotenpunkt entwickelte, prüfte man Varianten einer neuen Linienführung nach Olten. 1909 wurden schliesslich die Pläne einer neuen Bahnverbindung Sissach–Gelterkinden–Tecknau–Olten mit dem Hauenstein-Basistunnel festgelegt. 1912 begannen die Bauarbeiten, 1916 wurde die Basislinie eröffnet.
Durch die Bedeutung der Hauensteinstrecke als wichtiger Bestandteil der Transitachsen Basel–Bern–Brig–Italien (Lötschbergachse), Basel–Luzern-Chiasso–Italien (Gotthardachse) und Zürich–Basel–Deutschland/Frankreich ist die Bahnstrecke einer der dicht befahrensten der Schweiz, sowohl im Personen- als auch im Güterverkehr.
Von 1891 bis 1916 verkehrte die Sissach-Gelterkinden-Bahn.

## Betrieb

Bahnhofgebäude, Strassenseite (Datierung unklar)

Der Bahnhof Sissach ist ein bedeutender Knotenpunkt des öffentlichen Verkehrs im Ergolztal. Er wird werktäglich von durchschnittlich 8600 Reisenden pro Tag frequentiert (Stand: 2022).
Zahlreiche Buslinien verbinden den Bahnhof mit den umliegenden Gemeinden.
Im Bahnverkehr wird Sissach von folgenden Linien bedient:
Fernverkehr
- 27 Basel SBB – Olten – Luzern  (stündlich)
- 37 Basel SBB – Aarau – Zürich HB  (stündlich)
- 61 Basel SBB – Bern – Interlaken Ost ( oder ) ( oder FZ) BZ FS RZ  (einzelne Züge in Randstunden)

Zum Einsatz kommen in den meisten Fällen Züge des Typs Bombardier Twindexx Swiss Express, Re 460-Pendelzüge mit IC2000-Doppelstockzügen oder SBB RABe 512. In Einzelfällen sind aus Umlaufgründen auf dem 37  auch Giruno anzutreffen.
Regionalverkehr
- S 3  (Porrentruy–) Laufen–Basel SBB–Sissach–Gelterkinden–Olten (Porrentruy–Laufen stündlich; Laufen–Olten halbstündlich)
- S 9  Sissach–Läufelfingen–Olten (Läufelfingerli, stündlich mit einzelnen Verdichtungen)

Im Regionalverkehr verkehren vorwiegend SBB RABe 523 oder Thurbo RABe 526. In Einzelzügen werden auch RBDe 560 Domino eingesetzt.

## Anlage
Der Personenbahnhof besteht aus vier Gleisen, wovon drei sich an einem Seiten- und an einem Mittelbahnsteig befinden. Das Gleis 4 ist ein Kopfgleis und dient vorwiegend dem Verkehr des Läufelfingerlis. Das Gleis 2 ist ein bahnsteigloses Durchfahrtsgleis und wird vorwiegend von den in Richtung Nord ohne Halt in Sissach durchfahrenden InterCity-Zügen benutzt. Südlich des Bahnhofs befindet sich ein ehemaliges Depotgelände, welches zum Abstellen von historischen Schienenfahrzeugen verwendet wird.
Neben dem Empfangsgebäude beim Perron Gleis 1 befindet sich ein Busbahnhof.